# U meni živiš ti
»U meni živiš ti« je skladba in deveti single glasbene skupine Pepel in kri. Single je bil izdan leta 1978 pri založbi RTV Ljubljana. 
S skladbo je skupina Pepel in kri sodelovala na festivalu Beogradsko proleće 1978.

## Seznam skladb
| A stran | A stran                                                      | A stran |
| Št.     | Naslov                                                       | Dolžina |
| ------- | ------------------------------------------------------------ | ------- |
| 1.      | „U meni živiš ti‟ (Tadej Hrušovar/Dušan Velkaverh/Dečo Žgur) | 3:35    |

| B stran | B stran                                             | B stran |
| Št.     | Naslov                                              | Dolžina |
| ------- | --------------------------------------------------- | ------- |
| 1.      | „Ljubav‟ (Tadej Hrušovar/Dušan Velkaverh/Dečo Žgur) | 4:51    |